# Calophaca wolgarica
Calophaca wolgarica är en ärtväxtart som först beskrevs av Carl von Linné d.y., och fick sitt nu gällande namn av Dc. Calophaca wolgarica ingår i släktet Calophaca och familjen ärtväxter. IUCN kategoriserar arten globalt som livskraftig. Inga underarter finns listade i Catalogue of Life.

## Bildgalleri

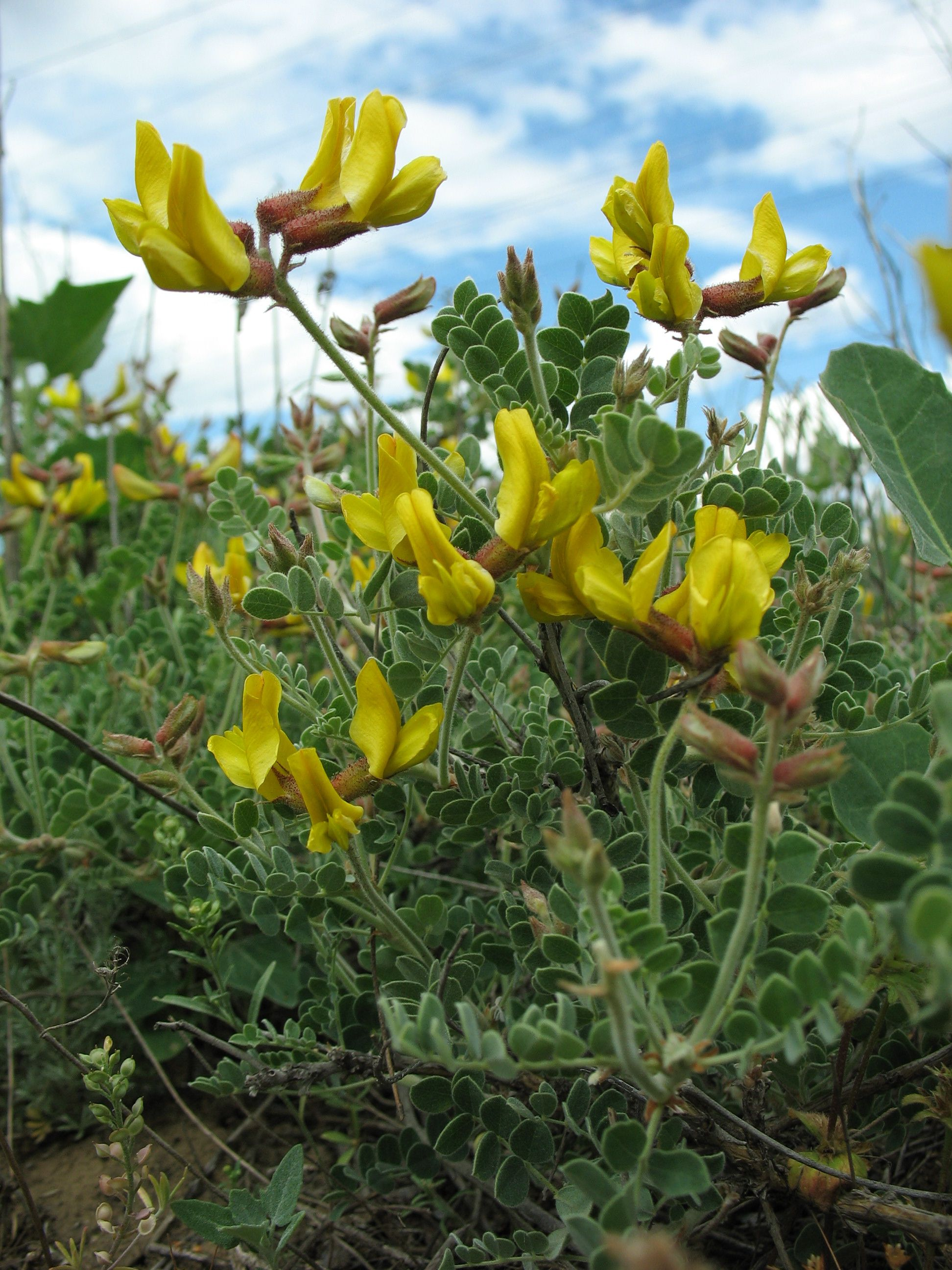